# راب سوایر
راب سوایر (زادهٔ ۵ نوامبر ۱۹۸۲ - پرت (استرالیا))، تهیه‌کننده استرالیایی، خواننده و ترانه‌سرا و کیبورد. راب به عنوان بهترین خواننده و تولیدکننده استرالیایی باند آونگ (Pendulum) شناخته می‌شود و گاهی اوقات با نام هنری Anscenic از او یاد می‌کنند. وی در سال ۲۰۰۳ با همکاران خود از استرالیا به بریتانیا نقل مکان کردند. سوایر از آن زمان نقش‌های مختلفی را —اعم از آوازخوانی و آهنگ‌نویسی — در آونگ برآورده‌است.